# Ida z Boulogne (1216)
Ida z Boulogne (francouzsky Ide de Boulogne a také Ide de Lorraine, 1160/61? – 21. dubna 1216) byla hraběnka z Boulogne a jako dědička strategicky položeného hrabství žádaná nevěsta.

## Život
Narodila se jako starší dcera Matěje Alsaského a Marie, dědičky hrabství Boulogne. Idina matka byla původně od mládí zasvěcena církevní dráze. Roku 1160 ji se souhlasem anglického krále Jindřicha unesl z kláštera Romsey mladší syn flanderského hraběte Matěj. Ida se narodila krátce po vynucené svatbě a stala se stejně jako matka dědičkou hrabství a jedinečnou partií.
Poprvé se na popud strýce Filipa, který sám byl bez legitimního potomstva, provdala za Gerarda z Geldernu. Manželství bylo krátké a bezdětné, Gerard zemřel téhož roku. O dva roky později Ida uzavřela nový sňatek s Bertholdem ze Zähringenu. Ani v tomto vztahu se nepodařilo zplodit potomstvo a Berthold již roku 1186 zemřel.
Ida, podruhé vdova, si tehdy podle kronikáře Lamberta z Ardres údajně začala užívat vdovství a lehkovážně sváděla muže. Zdá se, že koketovala s mladým Arnouldem z Guînes, kterého zajímalo především hrabství, a také s Renaudem z Dammartinu. Renaud, ač ženatý s Marií ze Châtillonu, nepřehlednou situaci rázně vyřešil a Idu unesl. Ida vzkázala Arnouldovi, že pokud ji osvobodí, provdá se za něj. Při pokusu o její záchranu se Arnould pod záminkou zneužití finančních příspěvků na kruciátu dostal do zajetí verdunského biskupa a z vězení se dostal až po zásahu remešského arcibiskupa Viléma.
Ida zůstala s Renaudem a porodila mu dceru Matyldu. Renaud po letech změnil politický kurz a roku 1212 se přidal na stranu anglického krále Jana Bezzemka, což jej o dva roky později přivedlo na bitevní pláň u Bouvines. Skončil v zajetí francouzského krále Filipa a setrval v něm až do své smrti roku 1227.
Ida zemřela dva roky po Bouvines a byla pohřbena v kostele Panny Marie v Boulogne-sur-Mer. Hraběnkou se stala dcera Matylda a jejím sňatkem s Filipem Hurepelem se hrabství dostalo pod kontrolu francouzské koruny.